# س. إكس. هانسن
س. إكس. هانسن (بالإنجليزية: C. X. Hansen)‏ هو مؤرخ أمريكي، ولد في 8 نوفمبر 1869، وتوفي في 15 أغسطس 1941.